# Rentei Hamm
Die Rentei Hamm war die Hofkammer der Stadt Hamm in Westfalen. Sie verwaltete die dem jeweiligen Landesherrn gehörenden Ländereien und die am Norden- und Westentor liegenden königlichen Mühlen. Dem Rentmeister, der dem Amtmann bzw. Drosten beigeordnet war, oblag es, den jährlichen Pachtzins – die sogenannte Grafenschuld – einzuziehen. Das Amt des Rentmeisters wurde im 14., 15. und 16. Jahrhundert mehrfach von der Familie Brechte, im 17. und frühen 18. Jahrhundert langjährig von der Familie Ludovici bekleidet. Renteihof war die Stadtburg Hamm.

## Rechte und Pflichten
Dem Rentmeister oblag die landesherrliche Finanzverwaltung. Er zog die Einnahmen des Stadtherrn ein, namentlich den Wortzins von den Grundstücken in der Stadt, das Grevenkorn von den außerhalb gelegenen Grundstücken, die Hausverkaufabgaben, die Brüchteneinnahmen des Gerichts, Einkünfte aus den landesherrlichen Mühlen, Warensteuern, die sogenannten Akzisen, außerdem einmalige Steuererhebungen, die Brede (Bitte) oder Schatzung genannt wurden.

## Rentmeister
Folgende Rentmeister der Rentei Hamm sind bislang bekannt:
- (belegt 1383): Albert v. Brechte
- (belegt 1477, 1499): Rotger Brechte[2]
- (belegt 1520): Werner v. Brechte
- (belegt 1536): Goebel v. Drechen
- (belegt 1540–1564): Hermann Wilstake (Wilstacke), zugleich Richter
- (belegt 1580): Diederich Brechte
- 1638-belegt 1653: Johann Ludovici[3][4]
- 1655–?: Johann Friedrich Ludovici[5]
- (belegt 1680–1685): Friedrich Wilhelm Ludovici († 1685)
- (belegt 1720): Hofrat Bernd Ludovici († 1746)
- 1727– (belegt 1761): Diedrich Gerhard Friedrich Sudhausen († 1770)

## Hauptpächter
Spätestens ab 1765 wurde die Rentei an einen Hauptpächter verpachtet. Als sich 1777 kein Nachfolger für den Hauptpächter Amtsrat Thenberg fand, fungierten bis Trinitatis 1778 Bürgermeister Johann Heinrich Arnold Keller und Amtsrat Thenberg als königliche Administratoren. Von 1791 bis 1803 ist Johann Vorster als Hauptpächter der Rentei Hamm belegt.